# Allie Long
Alexandra Linsley Long, mais conhecida como Allie Long (Huntington, 13 de agosto de 1987),é uma futebolista estadunidense que atua como atacante. Atualmente, joga pelo Seattle Reign FC.

## Carreira
Long fará parte do elenco da Seleção Estadunidense de Futebol Feminino, nas Olimpíadas de 2016. 